# Gter ma
Gter ma eller terma är en tibetansk term som betyder "gömda skatter", och syftar till heliga objekt inom tibetansk buddhism och bön-religionen. Termen inkluderar många olika sorters objekt, såsom reliker och skrifter.
Huruvida de texter som inom tibetansk buddhism refereras till vid denna term kan anses vara ord av Shakyamuni Buddha (eller någon annan buddha) eller apokryfiska, är omdebatterat.
Gter ma indelas i tre kategorier: sa gter ("jordskatter"), dgongs gter ("sinnesskatter") och dag snang ("rena visioner"). Jordskatter är saker som hittats fysiskt i grottor som kan delas med allmänheten vid ett offentligt möte. En profetia av upptäckandet medföljer ofta. Objektet har ibland en skyddsgud, och upptäckaren följs ofta av en dakini.
Sinnesskatter upptäckts i upptäckarens sinne, och anses ofta komma från ett tidigare liv. De upptäcks av upptäckaren som följd av upptäckares naturligt rena sinne.
Gter ma anses upptäckas efter att ha varit begravda/gömda under längre perioder.